# Пирожок (поэзия)
Пирожок — малый поэтический жанр, сформировавшийся в 2003 году и получивший к настоящему времени широкое распространение, прежде всего в Интернете.

## История
Первые пирожки появились на сайте stih.ru, ответвлении сайта hokku.ru, где группировались авторы русских хокку.
В 2003 году Владислав Кунгуров (псевдоним — al cogol) опубликовал на сайте stih.ru несколько четверостиший, написанных белым четырёхстопным ямбом, без прописных букв и знаков препинания. Цикл этот назывался «Пирожки», многие из четверостиший были о еде:
а вот ещё весёлый случай
вчера пролил я молоко
а пил его я на балконе
внизу стоял сосед в очках
Увидев эти четверостишия, Вадим Саханенко (псевдоним — Сохас) пригласил их автора на свой форум, посвящённый хокку, а также экспериментам с другими микроформами поэзии, чтобы и дальше писать там такие «пирожки». Через некоторое время другие жанры на форуме угасли, пирожки же увлекали всё новых авторов.
В 2005 году сообщество, посвящённое пирожкам, появилось в «Живом Журнале», после чего пирожки перестали быть достоянием узкой группы авторов и начали постепенно завоёвывать популярность среди читателей.

### Распространение
В настоящее время в интернете пирожки публикуются на сайте perashki.ru, в «Живом Журнале» и многих других источниках, они также получили широкое распространение в социальных сетях. Так, наиболее популярная пирожковая группа «Пирожки+» в социальной сети «ВКонтакте» к началу 2021 года насчитывала уже более 540 тыс. подписчиков.
Начиная с 2009 года пирожки публикуются не только в интернете, но и на бумаге. На сегодняшний день уже вышло несколько как коллективных, так и индивидуальных авторских сборников.
Пирожки публиковались в различных периодических изданиях, существуют посвящённые им радиопрограммы (например, на «Радио Сибирь»).

## Жанровые особенности
В жанровом отношении прототипами пирожков называют, с одной стороны, частушку и особенно её разновидность — нескладуху, а с другой — традиционные жанры японской поэтической миниатюры: танка, хайку и особенно шуточное трёхстишие сэнрю. Непосредственно в русской поэзии жанр пирожков, по мнению исследователей, «возник под влиянием иронической поэзии рубежа веков, восходящей к поэтике обэриутов», среди разновидностей этой иронической поэзии называют «садистские стишки» Олега Григорьева, «гарики» Игоря Губермана и одностишия В. Вишневского. Пирожки называют жанром интернет-фольклора, комическим речевым жанром, направлением литературы нонсенса.
С формальной точки зрения пирожок представляет собой четверостишие, написанное четырехстопным ямбом по схеме 9-8-9-8, без рифмы, без знаков препинания и дефисов, строчными русскими буквами. В пирожках нередко встречаются отклонения от орфографической нормы: например, тенденция к образованию дополнительного слога с вершиной в сонорном согласном оформляется на письме дополнительной гласной буквой (пётыр, октябырь).
Многие авторы подчёркивают игровой характер пирожков. С точки зрения формы игровой характер пирожков выражается в нестандартном, отклоняющемся от нормы использовании языка, что часто приводит к комическому эффекту; в различных языковых играх. С точки зрения содержания игровой характер пирожков проявляется, например, в неожиданных смысловых поворотах; так, первая часть текста может подвергаться парадоксальному переосмыслению во второй части, в том числе благодаря внутрисловной антонимии:
как можно жить совсем без хлеба
и с непомытою плитой
спросил андрей и сразу умер
по крайней мере для меня
(vera)
Нередко обыгрываются известные исторические личности, персонажи и сюжеты:
а где тут руль спросил гагарин
деревня буркнул королёв
ещё спроси а где тут вожжи
ещё поехали скажи
(garwuf)
По мнению кандидата филологических наук С.Н. Петренко, пирожки выражают «игровое отношение к ощущению трагизма жизни и абсурдности бытия».

## Производные жанры
Порошок — сходный поэтический жанр. От «пирожков» его отличают наличие рифмы (между чётными строками — обязательна, между нечётными — факультативна) и «неровный» размер 9-8-9-2, по словам создателей жанра, унаследованный от экспромта Mindless Art Group:
В плену аборигенов стонет
Отважный Леонард Кокто
Ему засовывают в ноздри
Пальто.
Пример порошка:
румяный толстый и весёлый
лежит тюлень на берегу
я не тюлень но точно так же
могу
(ай эм)
В свою очередь дочерним жанром порошка является артишок (размер 11-9-11-2)  
зачем эту мерзкую дохлую мышь
принёс ты домой из детсада
ответил серьёзно трёхлетний малыш
надо
(Чук)

## Книги пирожков
- НЕПОЭЗИЯ : избранные пирожки / Владислав Кунгуров, Сергей Беляков, Вера Барковская, Евгения Тен, Вадим Саханенко; ред.-сост. В. Саханенко. Минск: И. П. Логвинов, 2009. Тир. 2500 экз. 480 с. ISBN 978-985-6901-52-5
- Вадим Невадим. Чорная книга пирожков. Екатеринбург: Издательство ИГНЫПС, 2012.
- Пирожки с буквами / сост., ред., автор вступ. ст. silaev_a (Александр Силаев); художник soamo (Владимир Камаев). Изд-во «Летопись», 2013. Тир. 500 экз. 480 с. ISBN 978-966-1517-33-1  Архивная копия от 30 марта 2022 на Wayback Machine
- Пирожки. Альманах. СПб.: Комильфо, 2013. Тир. 1000 экз. 580 с. ISBN 978-5-91339-221-3
- Пирожки. Песочный альманах. Б.м.: [Б.и.], [2013]. 152 с.
- Кунгуров В. Каша из космонавта. Пирожки начала века. СПб.: Любавич, 2014. Тир. 500 экз. 200 с. ISBN 978-5-86983-569-7
- Вадим Саханенко. ЧОРНАЯ. М.: Изпитал, 2016. 1088 с.
- Цай Олеся. Двадцать скобок. Ташкент 2017 Тир. 300 экз. 224 с

### Научные издания
- Вардиц В. «Пирожки» и «порошки»: анонимная интернет-поэзия как новый речевой жанр // Русский язык сегодня. Вып. 6. Речевые жанры современного общения: сб. докладов / отв. ред. А. В. Занадворова. М.: ФЛИНТА : Наука, 2015. С. 44—54.
- Дымарский М. Я. Между жанром и творчеством, или К становлению пирожкового мышления языковой личности // Жанры речи: Сб. науч. ст. Вып. 8: Памяти К. Ф. Седова. — Саратов; Москва: Лабиринт, 2012. — С. 385—390.
- Ефимова Н. Н. Энантиосемия как проявление аллофронии — лингво-семиотические аспекты // Вестник Иркутского государственного лингвистического университета. 2013. № 2 (23). С. 147.
- Жутовская Н. М. «Мой милёнок... старик из Перу»: английские лимерики и русские частушки // XVII Царскосельские чтения: материалы международной научной конференции, 23-24 апреля 2013 г.. — СПб.: Изд-во Ленинградского гос. ун-та им. А. С. Пушкина, 2013. — С. 279—283.
- Петренко С. Н. Жанровые традиции постфольклора в поэтике современной русской литературы // Известия Волгоградского государственного педагогического университета. 2014. № 2 (87). С. 148.
- Петренко С. Н. Пирожки и порошки: сетевая поэзия между фольклором и литературой // Известия Волгоградского государственного педагогического университета. 2014. № 7 (92). С. 129—135.
- Сафонова Т. В. Начинка современных пирожков (о малых художественных формах «пирожки» и «порошки» в сети интернет // Коммуникация в современном мире. Материалы Всероссийской научно-практической конференции «Проблемы массовой коммуникации», 11—12 мая 2012 г. — Воронеж: Факультет журналистики ВГУ, 2012. — С. 65—67. Архивировано 17 февраля 2015 года.
- Соковнина В. В. Лингвокреативность взрослого мира: игры в «социальной сети» // Уральский филологический вестник. Серия: Психолингвистика в образовании. — 2014. — № 2. — С. 96—100.
- Станіславська К. І. Художні особливості «пиріжкової поезії» як малої літературної форми в Інтернеті // Актуальні проблеми історії, теорії та практики художньої культури. 2013. Вип. 31. С. 247—261.
- Хоруженко Т. И. Пирожки как новый жанр интернетлора // Литература в контексте современности: жанровые трансформации в литературе и фольклоре. Челябинск: Энциклопедия, 2015. С. 66—70.
- Щукина К. А. Прецедентные феномены в пирожках и порошках — новых жанрах современной интернет-поэзии // Мир русского слова. — 2015. — № 4. — С. 49—54.
- Щурина Ю. В. Классификация комических речевых жанров коммуникативного пространства интернета // Известия Волгоградского государственного педагогического университета. — 2014. — № 2 (87). — С. 39—43.  Архивная копия от 17 февраля 2015 на Wayback Machine

### Интернет-издания
- Заева Л. Стишки-«пирожки» как способ получить удовольствие Архивная копия от 17 февраля 2015 на Wayback Machine // Naked Science. 06.06.2014.